# Leonidas Wiszenko
Leonidas Wiszenko (ur. 20 grudnia 1931 w Miedwieżykach, niedaleko Siematycz, zm. 16 stycznia 2016 w Siemiatyczach) – polski malarz, ikonopisiec, pedagog, działacz społeczności prawosławnej na Podlasiu.

## Życiorys
Syn Aleksandra Wiszenko. Absolwent filologii rosyjskiej Uniwersytetu Jagiellońskiego. Pracował jako nauczyciel w Liceum Ogólnokształcącym im. Komisji Edukacji Narodowej w Siemiatyczach. Uczył tam języka rosyjskiego i wychowania plastycznego. Od 1977 roku posiadał uprawnienia zawodowego artysty plastyka w zakresie malarstwa. Jego prace były prezentowane na wystawach indywidualnych m.in. w Białymstoku, Warszawie, Krakowie, Katowicach. Część z nich w postaci reprodukcji ukazała się w postaci albumu. Był laureatem Ogólnopolskiej Wystawy Plastyki Amatorskiej w Warszawie w 1961 roku (III nagroda). Otrzymał wyróżnienie na Ogólnopolskiej Wystawie Malarstwa Amatorskiego w 1971 roku, a w roku 1982 I nagrodę na Międzywojewódzkim Przeglądzie Amatorskiej Twórczości Plastycznej w Białymstoku. Prace Leonidasa Wiszenko były nagradzane na wystawach pokonkursowych „Pejzaż Ziemi Białostockiej”. Część prac znajduje się w Muzeum Regionalnym w Siemiatyczach. W drugiej połowie lat 70. z jego inicjatywy odbywały się rokrocznie w Siemiatyczach międzynarodowe plenery malarskie, z udziałem twórców m.in. z Bułgarii, Czech, Węgier. Publikował na tematy dotyczące kultury prawosławnej. Zmarł 16 stycznia 2016 roku. Pogrzeb odbył się 20 stycznia 2016 w cerkwi Apostołów Piotra i Pawła w Siemiatyczach.
Jego synem jest Jarosław Wiszenko, malarz i ikonopisiec.